# Delias autumnalis
Delias autumnalis is een vlindersoort uit de familie van de Pieridae (witjes), onderfamilie Pierinae.
Delias autumnalis werd in 1955 beschreven door Roepke.